# Dubin
Pour les articles homonymes, voir Dubin (homonymie).
Dubin (prononciation : [ˈdubin]) est un village polonais de la gmina de Jutrosin dans le powiat de Rawicz de la voïvodie de Grande-Pologne dans le centre-ouest de la Pologne.
Il se situe à environ 5 kilomètres au sud-ouest de Jutrosin (siège de la gmina), à 20 kilomètres à l'est de Rawicz (siège du powiat) et à 89 kilomètres au sud de Poznań (capitale régionale).

## Histoire
Dubin fait partie de 1815 à 1887 de l'arrondissement de Kröben puis jusqu'en 1920, de l'arrondissement de Rawitsch, dans le district de Posen de la province de Posnanie.
De 1975 à 1998, le village faisait partie du territoire de la voïvodie de Leszno.

Depuis 1999, Dubin est situé dans la voïvodie de Grande-Pologne.